# Orthoceras (orquídea)
Orthoceras é um género botânico pertencente à família das orquídeas (Orchidaceae), composto por apenas duas espécies terrestres, distribuídas pelo sudeste da Austrália, Nova Caledônia e Nova Zelândia, onde vivem em ambientes variados até setecentos metros de altitude. São plantas de sistema subterrâneo composto por raízes e tubérculos carnosos, e por sistema aéreo com por caules, folhas e inflorescências glabros; e flores em cuja coluna o rostelo é praticamente livre. Separam-se do único outro gênero da subtribo Diuridinae, à qual pertencem, entre diversas outras diferenças, por apresentarem flores de cores pouco vistosas e por terem pétalas muito menores que as sépalas.
Além das caraterísticas já citadas, as espécies deste gênero são plantas geófitas glabras; com tubérculos alongados, sem revestimento; com duas a seis folhas muito mais longas que largas, eretas; inflorescência racemosa com até nove flores que medem cerca de um centímetro, ressupinadas, de cores pouco vistosas; com sépalas e pétalas bastante diferentes; labelo tri-lobulado; coluna apoda com quatro polínias. Florescem entre o fim da primavera e começo do verão. São bastante difíceis de cultivar.

## Publicação e sinônimos
- Orthoceras R.Br., Prodr. Fl. Nov. Holl.: 316 (1810).

Tipo: Orthoceras strictum R.Br., Prodr. Fl. Nov. Holl.: 317 (1810).

## Espécies
1. Orthoceras novae-zeelandiae (A.Rich.) M.A.Clem., D.L.Jones & Molloy, Austral. Orchid Res. 1: 100 (1989)
2. Orthoceras strictum R.Br., Prodr.: 317 (1810)